# Marcus Samuel (Händler)
Marcus Samuel (* 4. April 1799; † 24. November 1872 in London) war ein jüdisch-orthodoxer Händler. Mit einem Kuriositätengeschäft gründete er den Vorgänger der heutigen Royal Dutch Shell Company.
Samuel war der Sohn von Samuel Samuel (1762–1855) und Leah Keyser († 1860). Er heiratete Abigail Moss († 1874), die Tochter von Abraham Moss. Die Familie waren Einwanderer, die um 1750 aus Holland und Bayern kamen, und gehörte somit nicht zu den alten Sephardim-Familien des Landes.
1833 begann Marcus Samuel seinen eigenen Handel, indem er Kuriositäten heimkehrender Seeleute im Londoner Hafen kaufte. Eine Zählung von 1851 erfasste ihn als Muschelhändler am Tower of London. Eines seiner populärsten Artikel waren „knickknack boxes“, kleine Nippes-Schachteln mit aufgeklebten Muscheln, welche als „Geschenk aus Brighton“ an junge Besucherinnen des Badeortes im Süden verkauft wurden.
Nachdem er um 1860 einiges Vermögen zusammengetragen hatte, begann er den Handel auszuweiten und importierte nun Straußenfedern, Pfeffersäcke, partridge canes (Gehstöcke) und Blechplatten. Als Exporteur vertrieb er Produkte für eine wachsende Zahl von Herstellern, darunter den ersten mechanischen Webstuhl nach Japan.
Er entwickelte ein Vertrauensnetz mit einigen der größten Handelshäuser Großbritanniens in Kalkutta, Singapur, Bangkok, Manila, Hongkong und anderen Teilen Fernosts. Sie wurden meist von ausgewanderten Schotten betrieben.
Dies sollte später von großem Nutzen für seinen ältesten Sohn Marcus Samuel, 1. Viscount Bearsted, sein, als dieser das Geschäft insbesondere auf Öl-Produkte ausweitete. Der jüngere Sohn Samuel Samuel (* 7. April 1855; † 23. Oktober 1934) wurde Händler und Abgeordneter.